# سالارمحله
سالارمحله، روستایی از توابع بخش دشت‌سر شهرستان آمل در استان مازندران ایران است. 

## جمعیت
این روستا در دهستان دشت‌سر غربی قرار دارد و براساس سرشماری مرکز آمار ایران در سال ۱۳۸۵، جمعیت آن ۴۷۶ نفر (۱۱۳خانوار) بوده‌است.

## دلیل نامگذاری
مردمش همشون سالارن